# Spodnji Log (gmina Litija)
Spodnji Log – wieś w Słowenii, w gminie Litija. W 2018 roku liczyła 215 mieszkańców.